# Aubrey de Grey
Aubrey David Nicholas Jasper de Grey (Londra, 20 aprile 1963) è un biogerontologo inglese.

## Carriera
Ha studiato alla "Sussex House School" , alla "Harrow School" e al "Trinity Hall" di Cambridge mentre da autodidatta ha studiato la biogerontologia. Prima di interessarsi alla biologia cellulare e molecolare, ha studiato informatica all'università di Cambridge, dove si è laureato nel 1985.
Ha poi raggiunto la "Sinclair Research Ltd" per lavorare sullo sviluppo dell'intelligenza artificiale. Fino al 2006 è stato in carica al dipartimento di genetica, con la possibilità di utilizzare la base di dati genetici FlyBase.
Ha ricevuto un titolo onorifico dall'università di Cambridge per la pubblicazione della sua teoria The Mitochondrial Free Radical Theory of Aging (Teoria sull'invecchiamento dei radicali liberi mitocondriali).
Come matematico non professionista ha contribuito ad alzare da 4 a 5 il limite inferiore del problema di Hadwiger–Nelson, un problema irrisolto di teoria dei grafi che consiste nello stabilire il numero di colori necessario a colorare un piano in modo che non esistano due punti qualsiasi a distanza unitaria dello stesso colore. Questo numero è attualmente compreso tra 5 e 7.

## Progetto SENS
Attualmente de Grey è impegnato nel progetto SENS Research Foundation (Strategies for Engineered Negligible Senescence, traducibile con "Strategie per ingegnerizzare una senescenza trascurabile"), che si propone di arrivare a mettere a punto terapie in grado di curare l'invecchiamento. La convinzione di base è che l'invecchiamento consista nell'accumulazione, a livello molecolare e cellulare, di effetti collaterali prodotti dal metabolismo e che il metabolismo stesso non è in grado di eliminare. L'accumulo di tale "spazzatura" fa progressivamente diminuire l'efficienza dell'organismo, finché esso diventa incapace di difendersi dalle malattie o di mantenere in funzione gli organi vitali. La morte è semplicemente l'inevitabile effetto ultimo di tale accumulo. Tutto questo probabilmente perché la natura, preoccupandosi della sopravvivenza della specie, ha visto nell'evoluzione una strategia da preferire alla conservazione del singolo individuo, per cui, se da una parte ha progettato un sistema molto efficiente per la riproduzione, dall'altra non ha progettato un metabolismo perfettamente autopoietico, capace cioè di ripararsi integralmente e così conservarsi indefinitamente una volta raggiunto il completo sviluppo. L'autopoiesi perfetta è riscontrabile invece a livello di specie.
Le cause note dell'invecchiamento sono riconducibili a sette categorie e a partire dagli anni '80 non ne sono state scoperte altre, nonostante le continue ricerche e il netto miglioramento delle tecniche usate:
- rifiuti:
  - 1) extracellulari (anno della scoperta: 1907), responsabili ad es. di malattie come l'Alzheimer
  - 2) intracellulari (1959), responsabili ad es. dell'arteriosclerosi
- cellule:
  - 3) cellule morte che non vengono rimpiazzate (1955)
  - 4) cellule dannose che vengono accumulate (1965), come ad es. il grasso viscerale
- mutazioni:
  - 5) nei cromosomi (1959), responsabili dei tumori
  - 6) dei mitocondri (1972), responsabili delle malattie mitocondriali
- 7) legami reciproci extracellulari tra proteine (1981), responsabili ad es. dell'irrigidimento delle pareti arteriose

De Grey ritiene che la via più rapida per conquistare la longevità non sia quella di rallentare o impedire l'accumulo di tali danni (il che è l'approccio della gerontologia), perché ciò significa dover modificare il funzionamento del metabolismo, il che richiede di arrivare prima a comprenderlo nella sua completezza per evitare il rischio di creare invece altri tipi di danni (i processi metabolici non ancora compresi sono tantissimi e non si sa nemmeno quanto ci vorrà per comprenderli tutti). Secondo lui è molto più facile lasciare che i danni si formino e mettere a punto terapie che si limitano a riparare ognuno di essi prima che raggiungano un livello patologico. In tal modo chi si sottoponesse periodicamente a tali terapie vivrebbe a tempo indefinito: continuerebbe ad invecchiare ma ogni 20 - 30 anni il proprio orologio biologico verrebbe riportato indietro e grazie a tale recupero di efficienza non si dovrebbe più preoccupare di morire di vecchiaia. Il SENS ha già teorizzato almeno una possibile soluzione per ognuna delle note categorie.
In un articolo della rivista scientifica Technology Review pubblicato nel 2005 gli autori hanno criticato l'intero progetto come "ovviamente" irrealizzabile, il che ha dato luogo ad un dibattito online con lo stesso de Grey, avendo egli rilevato la mancanza di una concreta dimostrazione ingegneristica. Tale dibattito ha portato alla SENS Challenge, ossia una sfida lanciata dalla rivista che prevedeva un premio di 20.000 dollari a chiunque riuscisse a fornire una dimostrazione che soddisfacesse determinati requisiti scientifici. La rivista ha selezionato una giuria indipendente e le argomentazioni proposte sono state 5. Tre di esse sono state accolte per venir esaminate ma nessuna di esse è stata giudicata in grado di superare la sfida. La reazione di de Grey è stata: «il risultato della SENS Challenge è un'accusa a quei gerontologi che hanno etichettato SENS come "non scientifico" senza studiarne i dettagli. I giudici della SENS Challenge hanno ragione quando descrivono SENS come un progetto ingegneristico radicale e necessariamente speculativo, ma legittimo e meritevole di considerazione».
L'augurio è che per arrivare a mettere a punto le terapie teorizzate sia solo una questione di tempo, dipendente esclusivamente dalla quantità di investimenti e di ricercatori che si impegneranno nel progetto. Secondo de Grey le prime terapie potrebbero divenir disponibili verso il 2035 e sarebbero in grado, ad esempio, di restituire ad un sessantenne un fisico da trentenne. Sempre secondo de Grey, verso il 2050 tali tecniche saranno così sviluppate da permettere un ringiovanimento anche di 50 anni.
A tal proposito ha fatto riferimento al concetto di V.F.L. - Velocità di fuga della longevità. Le prime terapie a divenir disponibili non saranno in grado di riparare il 100% dei danni accumulati, ma solo di restituire 20 o 30 anni di vita. Le stesse terapie risulterebbero quindi sempre meno efficaci ad ogni successiva somministrazione, a causa del sempre maggior accumulo dei danni non ancora riparabili. Per ottenere di nuovo gli stessi risultati sarebbe dunque necessario un continuo potenziamento delle cure. Diventerebbe possibile non morire più di vecchiaia solo a partire dal giorno in cui il progresso tecnologico riuscirà a battere in velocità il progredire dell'invecchiamento, impedendogli a tempo indefinito di raggiungere livelli letali: ogni nuovo potenziamento restituirebbe gli anni di vita necessari per poter beneficiare del potenziamento successivo. Secondo De Grey ci vorranno secoli per poter arrivare a sviluppare una cura perfetta e poter persino scegliere la propria età biologica.
De Grey ha ideato anche il concorso "Topo Matusalemme": ai gruppi di ricerca che dimostreranno di aver rallentato l'invecchiamento o di aver ringiovanito un topo di laboratorio verrà assegnato un incentivo economico.

## Critiche

### Technology Reviewdibattito
Nel 2005, il MIT Technology Review, in collaborazione con la Methuselah Foundation, ha annunciato un premio di 20.000 dollari per qualsiasi biologo molecolare che potesse dimostrare che la SENS era "così sbagliata da non essere degna di un dibattito colto". I giudici della sfida erano Rodney Brooks, Anita Goel, Vikram Sheel Kumar, Nathan Myhrvold e Craig Venter. Sono state presentate cinque proposte, di cui tre rispondevano ai termini della sfida. De Grey scrisse una replica ad ogni proposta, e gli sfidanti scrissero le risposte ad ogni replica. I giudici hanno concluso che nessuno degli sfidanti aveva smentito la SENS, ma la rivista ha ritenuto che una delle proposte fosse particolarmente eloquente e ben scritta e ha assegnato al concorrente 10.000 dollari. I giudici hanno anche notato che "i sostenitori della SENS non hanno presentato un'argomentazione convincente per la SENS" e hanno scritto che molte delle sue proposte non potevano essere verificate con il livello attuale delle conoscenze scientifiche e della tecnologia, concludendo che "la SENS non impone l'assenso di molti scienziati esperti, ma non è nemmeno dimostrabilmente sbagliato" I critici individuano tre terapie proposte per la critica: la cancellazione della telomerasi somatica, l'ingegneria del genoma mitocondriale somatico, e l'uso di idrolasi microbica transgenica.

#### EMBO Reports
Un articolo del 2005 sulla SENS pubblicato nella sezione punti di vista di EMBO Reports da 28 scienziati ha concluso che nessuna delle ipotesi di de Grey "ha mai dimostrato di estendere la durata della vita di un organismo, per non parlare degli esseri umani". La Fondazione di ricerca SENS, di cui de Grey è stato cofondatore, sembra essere d'accordo con il rapporto della EMBO in quanto afferma: "Se si vuole invertire il danno dell'invecchiamento in questo momento temo che la risposta semplice sia: non si può". Ciononostante, de Grey sostiene che questo rivela un serio divario di comprensione tra scienziati e tecnologi di base e tra i biologi che studiano l'invecchiamento e quelli che studiano la medicina rigenerativa. Il comitato consultivo di ricerca della sua fondazione di ricerca SENS, composto da 25 membri, ha firmato un accordo sulla plausibilità dell'approccio SENS.